# San Jerónimo Barrio
Ej att förvirra med stadsdelen San Jerónimo Aculco i Mexico City.
San Jerónimo Barrio är en ort i Mexiko, tillhörande kommunen Aculco i den nordvästra delen av delstaten Mexiko, i den centrala delen av landet. Orten hade 2 322 invånare vid folkräkningen 2010 och är kommunens näst största samhälle.